# Aéroport intercontinental George-Bush de Houston
Pour les articles homonymes, voir IAH et George Bush.
L'aéroport intercontinental George-Bush de Houston (code IATA : IAH • code OACI : KIAH) est situé à 37 km au nord de Houston, au Texas (États-Unis). Il est le deuxième aéroport de l'État du Texas quant à la superficie et au nombre de passagers après l'aéroport international de Dallas-Fort Worth. C'est le seizième aéroport mondial, avec plus de 40 millions de passagers qui y ont transité en 2009 et le huitième aéroport américain quant au nombre de passagers pour les vols internationaux.
L'aéroport intercontinental George-Bush de Houston constituait la principale plate-forme de correspondance pour Continental Airlines avec 700 départs quotidiens. Elle sert désormais de plate-forme de correspondance à la compagnie United Airlines car Continental Airlines a fusionné avec cette dernière.

## Histoire
Durant les années 1960, la ville de Houston a besoin d'un nouvel aéroport car l'aéroport Hobby commence à être saturé et ne peut s'agrandir à cause de sa situation. Il est donc décidé d'étudier et construire un nouvel aéroport international. Le nouvel aéroport ouvre en juin 1969. Dès lors, toutes les compagnies aériennes transfèrent leurs vols de l'aéroport Hobby vers le nouvel aéroport. La première année d'exploitation, l'aéroport intercontinental reçoit plus de 4,5 millions de passagers. Les Terminaux A et B sont les seuls terminaux de l'aéroport à cette époque. Le trafic aérien augmentant, le terminal C est construit en 1981 et neuf ans plus tard, en 1990, le Mickey Leland International Airlines Building, aujourd'hui le terminal D, est ajouté. À travers les années plusieurs compagnies aériennes volèrent vers l'aéroport intercontinental George-Bush, KLM étant la seule qui y entretient une liaison depuis l'ouverture. En 1997, l'aéroport est rebaptisé du nom de l'ancien président George H. W. Bush. Élu à Houston, celui-ci avait assisté à l'inauguration de l'aéroport en 1969, en tant que représentant de la région de Houston au Congrès. En juin 2003, le nouveau terminal E ouvre partiellement, mais il faut attendre janvier 2004 pour l'ouverture complète de ce nouveau terminal, conçu exclusivement pour Continental Airlines. Le 7 janvier 2009, Continental Airlines effectue depuis l'aéroport intercontinental George-Bush, le premier vol commercial au monde avec du biocarburant avec un Boeing 737,.

## Situation

### Carte des 30 principaux aéroports texans
| \| 500 km1:17 479 000 \| Atlanta Los Angeles Chicago · O'Hare Chicago · Midway Dallas · Fort Worth New York · JFK Newark · Liberty New York-LaGuardia Denver San Francisco Charlotte Las Vegas Phoenix Miami Houston Seattle Orlando Minneapolis · Saint-Paul Boston Détroit Philadelphie Fort Lauderdale · Hollywood Baltimore Washington · R. Reagan Washington · Dulles Salt Lake City San Diego Honolulu Tampa Portland |
| 500 km1:17 479 000 |

| Abilene Austin Beaumont Corpus Christi Dallas Love Dallas-Fort Worth East Texas Easterwood El Paso Houston · George-Bush Houston-Hobby Killeen · Fort Hood Laredo Lubbock Preston Smith McAllen Miller Midland Rick Husband Amarillo San Angelo San Antonio Tyler Pounds Valley Victoria Waco Wichita Falls |

## Statistiques
Le graphique qui aurait dû être présenté ici ne peut pas être affiché car il utilise l'ancienne extension Graph, désactivée pour des questions de sécurité. Des indications pour créer un nouveau graphique avec la nouvelle extension Chart sont disponibles ici.

Voir la requête brute et les sources sur Wikidata.

## Compagnies aériennes et destinations
| Compagnies          | Destinations | Refs   |
| ------------------- | --- | ------ |
| Aeroméxico          | En saison : Mexico-B. Juárez | [ 7 ]  |
| Aeroméxico Connect  | Mexico-B. Juárez | [ 7 ]  |
| Air Canada          | Toronto (Pearson) | [ 8 ]  |
| Air Canada Express  | Calgary, Montréal (P.-E.-Trudeau) | [ 8 ]  |
| Air China           | Pékin-Capitale, Panama-Tocumen | [ 9 ]  |
| Air France          | Paris-Charles de Gaulle | [ 10 ] |
| Air New Zealand     | Auckland | [ 11 ] |
| Alaska Airlines     | Seattle-Tacoma | [ 12 ] |
| All Nippon Airways  | Tokyo-Narita | [ 13 ] |
| American Airlines   | Charlotte-Douglas, Chicago-O'Hare, Dallas-Fort Worth, Los Angeles, Miami, Phoenix-Sky Harbor | [ 14 ] |
| American Eagle      | Chicago-O'Hare, Dallas-Fort Worth, Los Angeles, Miami, Philadelphie, Phoenix-Sky Harbor | [ 14 ] |
| Avianca El Salvador | San Salvador-M. O. A. Romero y Galdámez | [ 15 ] |
| Bahamasair          | Nassau L. Pindling | [ 16 ] |
| Boutique Air        | Victoria (en) | [ 17 ] |
| British Airways     | Londres-Heathrow | [ 18 ] |
| Delta Air Lines     | Atlanta H.-Jackson, Minneapolis-Saint-Paul, New York-LaGuardia, Salt Lake City En saison : Détroit | [ 19 ] |
| Delta Connection    | Cincinnati-Northern Kentucky, Détroit, Minneapolis-Saint-Paul, New York-LaGuardia, Salt Lake City | [ 19 ] |
| Emirates            | Dubaï | [ 20 ] |
| Ethiopian Airlines  | Addis-Abeba Bole, Lomé-G. Eyadéma | [ 21 ] |
| EVA Air             | Taïwan-Taoyuan | [ 22 ] |
| Frontier Airlines   | Denver, Las Vegas-Harry-Reid, Orlando En saison : Philadelphie, Raleigh-Durham | [ 23 ] |
| KLM                 | Amsterdam | [ 24 ] |
| Lufthansa           | Francfort | [ 25 ] |
| Qatar Airways       | Doha-Hamad | [ 26 ] |
| Singapore Airlines  | Manchester, Singapour-Changi | [ 27 ] |
| Spirit Airlines     | Atlanta H.-Jackson, Baltimore-T. Marshall, Cancún, Chicago-O'Hare, Denver, Détroit, Fort Lauderdale-Hollywood, Guatemala-La Aurora, Las Vegas-Harry-Reid, Los Angeles, Myrtle Beach, La Nouvelle-Orléans-L. Armstrong, Newark-Liberty, Orlando, San Diego, San Pedro Sula-R. V. Morales, San Salvador-M. O. A. Romero y Galdámez, Tampa En saison : Minneapolis-Saint-Paul, Oakland, Los Cabos, Seattle-Tacoma | [ 28 ] |
| Turkish Airlines    | Istanbul | [ 29 ] |
| United Airlines     | - Amsterdam, - Aruba-Reine-Beatrix, - Atlanta H.-Jackson, - Austin-Bergstrom, - Baltimore-T. Marshall, - Belize City-P. S. W. Goldson, - Bogota-El Dorado, - Bonaire-Flamingo, - Boston Logan, - Buenos Aires-Ezeiza, - Calgary, - Cancún, - Charlotte-Douglas, - Chicago-O'Hare, - Cleveland-Hopkins, - Cozumel, - Dallas-Fort Worth, - Denver, - Détroit, - Edmonton, - El Paso, - Fort Lauderdale-Hollywood, - Fort Myers, - Francfort, - Grand Cayman-O. Roberts, - Guadalajara-M. Hidalgo y Costilla, - Guatemala-La Aurora, - La Havane-José Martí, - Honolulu, - Jacksonville, - Kansas City, - Las Vegas-Harry-Reid, - Liberia-D.-Oduber, - Lima-J. Chávez, - Londres-Heathrow, - Los Angeles, - Managua, - Miller (en), - Memphis, - Mérida C. Rejón, - Mexico-B. Juárez, - Miami, - Midland, - Montego Bay-Donald Sangster, - Munich-F. J. Strauß, - Nashville, - La Nouvelle-Orléans-L. Armstrong, - New York-LaGuardia, - Newark-Liberty, - Oklahoma City (Will Rogers-World), - Santa Ana-J. Wayne, - Orlando, - Panama-Tocumen, - Philadelphie, - Phoenix-Sky Harbor, - Port-d'Espagne - Piarco, - Portland, - Puerto Vallarta, - Punta Cana, - Quito-M. Sucre, - Raleigh-Durham, - Rio de Janeiro/Galeão, - Roatán-J. M. Gálvez, - Sacramento, - Salt Lake City, - San Antonio, - San Diego, - San Francisco, - San José (Californie), - San José-J. Santamaría, - Los Cabos, - San Juan - Luis-Muñoz-Marín, - San Pedro Sula-R. V. Morales, - San Salvador-M. O. A. Romero y Galdámez, - Santiago du Chili-A.-M.-Benítez, - São Paulo/Guarulhos, - Seattle-Tacoma, - Lambert-Saint Louis, - Sydney-K. Smith, - Tampa, - Tegucigalpa-Toncontín, - Tokyo-Narita, - Toronto (Pearson), - Tucson, - Vancouver, - Washington-Dulles, - Washington-Reagan En saison : - Albuquerque, - Anchorage-T.-Stevens, - Charleston, - Cincinnati-Northern Kentucky, - Corpus Christi, - Vail (comté d'Eagle), - Gunnison–Crested Butte (en), - Yampa Valley (en), - Indianapolis, - Jackson Hole, - Minneapolis-Saint-Paul, - Montrose (en), - Nassau L. Pindling, - Norfolk, - Omaha-Eppley, - Palm Springs, - Providenciales, - Savannah, - Charlotte Amalie - Cyril E. King, - Tulsa (en), - Palm Beach | [ 30 ] |
| United Express      | - Acapulco-J. N. Álvarez, - Aguascalientes, - Akron-Canton, - Albuquerque, - Alexandria, - Amarillo-Rick Husband (en), - Atlanta H.-Jackson, - Austin-Bergstrom, - Baton Rouge, - Birmingham-Shuttlesworth, - Boise, - Brownsville/South Padre Island (en), - Calgary, - Charleston, - Charleston-Yeager, - Charlotte-Douglas, - Chicago-O'Hare, - Chihuahua-R. Fierro V, - Cincinnati-Northern Kentucky, - Cleveland-Hopkins, - Easterwood Field, - Colorado Springs, - Columbia Metropolitan, - John Glenn Columbus, - Corpus Christi, - Dallas-Fort Worth, - Dayton, - Denver, - Des Moines, - Fort Walton-Nord Floride, - Détroit, - El Paso, - Nord-ouest de l'Arkansas, - Grand Rapids-G. R. Ford, - Greensboro (en), - Greenville-Spartanburg, - Guadalajara-M. Hidalgo y Costilla, - Gulfport-Biloxi, - Harlingen-Valley International (en), - Hartford-Bradley, - La Havane-José Martí, - Lea, - Huntsville (en), - Indianapolis, - Ixtapa/Zihuatanejo, - Jackson-Evers, - Jacksonville, - Kansas City, - Robert Gray AAF, - Knoxville-McGhee Tyson (en), - Lafayette, - Lake Charles (en), - Laredo (en), - León-Guanajuato (Bajio), - Lexington-Blue Grass (en), - Little Rock-Clinton, - Louisville-Standiford Field, - Lubbock Preston Smith (en), - Manzanillo, - Miller (en), - Memphis, - Midland, - Milwaukee-General Mitchell, - Minneapolis-Saint-Paul, - Mobile-Bates Field, - Monroe (en), - Monterrey-M. Escobedo, - Morelia, - Nashville, - La Nouvelle-Orléans-L. Armstrong, - New York-LaGuardia, - Norfolk, - Oaxaca-Xoxocotlán, - Oklahoma City (Will Rogers-World), - Omaha-Eppley, - Ontario, - Plages du nord-ouest de la Floride, - Pensacola, - Pittsburgh, - Puebla, - Querétaro, - Raleigh-Durham, - Reno-Tahoe, - Richmond-Byrd Field, - Salt Lake City, - San Antonio, - San Luis Potosí, - Savannah, - Aérodrome de Shreveport (en), - Springfield–Branson (en), - Lambert-Saint Louis, - Tampico-F. J. Mina, - Toronto (Pearson), - Tucson, - Tulsa (en), - Veracruz-H. Jara, - Washington-Dulles, - Washington-Reagan, - Wichita En saison : - Aspen, - Bozeman Yellowstone (en), - Durango, - Gunnison–Crested Butte (en), - Jackson Hole, - Mazatlán, - Miami, - Montrose (en), - Nassau L. Pindling, - Palm Springs, - Philadelphie, - Phoenix-Sky Harbor, - Puerto Vallarta, - Rapid City, - Los Cabos, - Tampa | [ 30 ] |
| VivaAerobus         | Monterrey-M. Escobedo En saison : Guadalajara-M. Hidalgo y Costilla | [ 31 ] |
| Volaris             | Guadalajara-M. Hidalgo y Costilla | [ 32 ] |
| WestJet             | Calgary | [ 33 ] |

Édité le 08/06/2019

## Terminaux
L'aéroport dispose de 5 terminaux (terminaux A, B, C, D et E). Il y a trois entrées principales dans les zones des terminaux d'IAH. L'Interstate 69 est reliée à l'aéroport de Houston via la Will Clayton Parkway.

### Terminal A
Le terminal A a 20 portes (gates). À l'heure actuelle, il n'est utilisé que pour les liaisons domestiques et vers le Canada. Toutes les compagnies régulières et low cost américaines le desservent sauf United Airlines. Néanmoins, il est desservi par quelques vols United Express.

### Terminal B
Le Terminal B a 37 portes. Tous les vols United Express décollent du terminal B sauf les arrivées internationales.

### Terminal C
Le terminal C (aussi appelé Lewis W. Cutrer terminal) a 33 portes. Il y a deux United Lounge dans le terminal : une à la porte C33 et une autre à la porte C24. Il sert de base principale à la compagnie United Airlines pour toutes ses liaisons domestiques.

### Terminal D
Le terminal D (aussi connu sous le nom de Mickey Leland Terminal) est le terminal international de l'aéroport. Il a 12 portes et plusieurs lounges qui incluent deux British Airways Galleries Lounges (First and Club), une Lufthansa Senator, une KLM Crown, une Lounge Air France et une Executive Lounge pour Singapore Airlines, Emirates, Qatar Airways et Lufthansa. Compagnies desservant le terminal D : 

### Terminal E
Le terminal E est le terminal le plus récent d'IAH. Il est inauguré en 2003 et comprend 30 portes. Il est entièrement utilisé par le groupe United (United Airlines et United Express). Tous les vols United Airlines arrivent et décollent du terminal E, alors que les vols internationaux United Express arrivent au terminal D ou E.

## Galerie
|  |  |  |  |